# Municipio de Detour
El municipio de Detour (en inglés: Detour Township) es un municipio ubicado en el condado de Chippewa en el estado estadounidense de Míchigan. En el año 2010 tenía una población de 807 habitantes y una densidad poblacional de 4,13 personas por km².

## Geografía
El municipio de Detour se encuentra ubicado en las coordenadas 46°0′17″N 84°0′52″O / 46.00472, -84.01444. Según la Oficina del Censo de los Estados Unidos, el municipio tiene una superficie total de 195.4 km², de la cual 126,32 km² corresponden a tierra firme y (35,35 %) 69,08 km² es agua.

## Demografía
Según el censo de 2010, había 807 personas residiendo en el municipio de Detour. La densidad de población era de 4,13 hab./km². De los 807 habitantes, el municipio de Detour estaba compuesto por el 86,37 % blancos, el 10,53 % eran amerindios, el 0,12 % eran asiáticos y el 2,97 % eran de una mezcla de razas. Del total de la población el 0,37 % eran hispanos o latinos de cualquier raza.